# Richter Peaks
Die Richter Peaks sind eine Gruppe von bis zu rund 1350 m hohen Bergen im Zentrum der westantarktischen Alexander-I.-Insel. Sie ragen nahe dem südlichen Ende der Walton Mountains auf.
Das Advisory Committee on Antarctic Names benannte sie nach dem Biologen Joseph J. Richter, der im Rahmen des United States Antarctic Research Program zwischen 1965 und 1967 in zwei antarktischen Sommerkampagnen auf der Palmer-Station tätig war.